# Polychoerus parvus
Polychoerus parvus är en plattmaskart som beskrevs av Achatz, Hooge och Tyler 2007. Polychoerus parvus ingår i släktet Polychoerus och familjen Convolutidae. Inga underarter finns listade i Catalogue of Life.